# Fénix (manga)
Fénix  (火の鳥 Hi no Tori?, "pájaro de fuego") es una historieta japonesa de 1967 escrita e ilustrada por Osamu Tezuka. La historieta está dividida en doce volúmenes. Cada volumen narra una historia independiente y autoconclusiva ambientada en una época específica de la historia humana. Las ambientaciones de las historias narradas van desde el periodo prehistórico remoto hasta el futuro distante. Varias de las historias contenidas en la historieta han recibido adaptaciones en los medios, que van desde películas hasta videojuegos.
El propio Osamu Tezuka consideró Fénix como «la obra de su vida», y es reconocida como la más ambiciosa y profunda de sus creaciones. La obra quedó inconclusa con la muerte de Tezuka, acaecida en 1989.

## Descripción general
Fénix es una obra que trata acerca de la reencarnación y de la búsqueda humana de la inmortalidad. La obra está compuesta por doce volúmenes. Cada volumen está ambientado en una época determinada de la historia humana (específicamente de Japón, entre los periodos Jomon y Muromachi, y un tiempo futuro) y cada uno narra una trama diferente a la de los demás volúmenes. Los volúmenes no tienen ninguna conexión argumental entre sí. El único elemento común entre las historias narradas es El Fénix, un pájaro fénix místico cuya sangre puede otorgar la inmortalidad a todo aquel que logre beberla. 
El Fénix (bajo la imagen de un Fenghuang) es representado como el espíritu eterno de la vida, la muerte y la resurrección. El Fénix controla y supervisa el ciclo de la reencarnación, el surgimiento y la desaparición de las civilizaciones y las especies. A través de la historia, desde el inicio de la civilización hasta su extinción, muchos humanos han intentado cazar al Fénix una y otra vez en varias reencarnaciones con el objetivo de beber su sangre y así vivir por siempre. Sus acciones en una vida determinaran los pecados y sufrimientos que padecerán en las otras.
Tezuka utiliza a varios personajes de otras historietas suyas y los hace aparecer reencarnados en varios volúmenes (Atom, Rock, Black Jack, Shunsaku Ban, Prof. Ochanomizu, etc.). Un ejemplo de esto último es el de un personaje llamado Saruta, el cual aparece repetidas veces en forma de varios antecesores y sucesores del mismo. Todos atraviesan duras pruebas en sus respectivas vidas y eras.
Tezuka empezó a trabajar en una versión preliminar de Fénix en 1954, y la serie continuó en varias formas hasta su muerte en 1989.

## Volúmenes
Reimei-Hen
Reimei-hen (黎明編, Capítulo del Amanecer). Primer volumen, publicado en 1967. Esta historia está ambientada entre los años 240–270 a. de J. C., en la era de la Reina Himiko, gobernante del Yamataikoku. La reina usa su ejército, comandado por el General Sarutahiko, para invadir Japón. La Reina Himiko busca al Fénix para beber su sangre y conseguir la vida eterna.
Mirai-Hen
Mirai-Hen (未来編, Capítulo del Futuro). Segundo volumen, serializado en 1967–68. Esta viene a ser la historia final, ambientada en un futuro cercano a la extinción de la humanidad. En el año 3404 d. de J. C., el mundo se ha supermodernizado, pero la humanidad ha alcanzado su pico y está mostrando un declive. Un joven llamado Masato Yamanobe vive junto con su novia, Tamami, una alienígena capaz de cambiar de apariencia. La pareja es perseguida por Rock, el jefe de Masato. Eventualmente, la pareja se refugia en la solitaria base del científico loco Dr. Saruta, el cual quiere preservar la vida en la tierra con la ayuda de su robot Robita, pero estalla una guerra nuclear.
Yamato-Hen
Yamato-Hen (ヤマト編, Capítulo de Yamato). Tercer volumen, serializado en 1968–69. La historia está ambientada en los años 320–350 a. de J. C. (Período Kofun), y está basada en la leyenda de Yamato-takeru-no-mikoto. El decadente rey de Yamato quiere que se escriba su propia versión de la historia de Japón. Mientras tanto, unos bárbaros conocidos como Kumaso están escribiendo una versión imparcial. El rey de Yamato envía a Oguna, su hijo más joven, a que asesine a Takeru, el jefe de los supuestos bárbaros. En su viaje, Oguna se encuentra con el Fénix.
Uchū-Hen
Uchū-Hen (宇宙編, Capítulo del Universo). Cuarto volumen, serializado en 1969. La historia de este volumen está ambientada en el año 2577 d. de J. C. En esta historia, 4 astronautas escapan de su nave espacial averiada en cápsulas de salvamento. Eventualmente, los supervivientes aterrizan en un misterioso planeta. Junto con ellos esta Saruta, quien lucha contra Makimura por el corazón de su joven acompañante. Finalmente, estos encuentran al Fénix.
Hō-ō-Hen
Hō-ō-hen (鳳凰編, Capítulo del Fenghuang). Quinto volumen, 1969–1970. la historia ocurre en 720–752 a. de J. C., durante el periodo Nara. Un hombre tuerto y manco llamado Gao, ancestro de Saruta, es expulsado de su aldea y después de esto se convierte en un peligroso bandido. Gao ataca a un escultor llamado Akanemaru. Los caminos de ambos hombres se dividen, pero sus destinos permanecen relacionados. Akanemaru se obsesiona con el Fénix hasta perder de vista sus aspiraciones anteriores, mientras Gao encuentra la tranquilidad a pesar de sus dificultades. Hō-ō es considerada como la obra maestra del manga. Dos juegos producidos por Konami, uno para MSX y otro para Famicom, están basados en este volumen.
Fukkatsu-Henn
Fukkatsu-Hen (復活編 Capítulo de la Resurrección ). Sexto volumen, lanzado en 1970-1971. La historia tiene lugar en los años 2482-3344 d. de J. C., una época donde predominan la robótica, la tecnología y ciencia. El joven Leon muere en un accidente de tránsito. Es revivido gracias a una avanzada cirugía, pero ahora su nuevo y artificial cerebro lo hace ver cosas: a los humanos, los seres vivos los ve como figuras distorsionadas de arcilla, mientras ve a las máquinas y a los robots como bellezas. Leon se enamora de una robot llamada Chihiro, a quien ve como una mujer hermosa. Leon luchará por este amor imposible y también descubrirá los secretos detrás de su accidente.
Hagoromo-Hen
Hagoromo-Hen(羽衣編 Capítulo del Manto de Plumas). Serializada en COM, 1971. Basado en la historia de Hagoromo.
Bōkyō-Hen
(望郷編, Capítulo de la Nostalgia). Publicado en la revista COM, 1971; continuó en Manga Shōnen, 1976-1978. Este volumen narra una aventura épica sobre el ascenso y caída de una civilización en un planeta desértico llamado Edén (irónicamente). El protagonista de esta trama es un muchacho que viaja por el espacio en busca del planeta de sus antepasados (la Tierra). Este volumen cuenta con numerosos cameos de personajes de otras historias pero con diferentes nombres.
Ranse-Hen
(乱世編, Capítulo de los Tiempos Angustiosos). Publicado en Manga Shōnen, 1978–1980. En este volumen, un leñador llamado Benta y su amada Obu son separados y capturados durante los sucesos de la Guerra Genpei. Varias figuras históricas de este periodo aparecen como personajes principales y secundarios. Este volumen se caracteriza por tener un enfoque más natural, sin elementos fantásticos. De hecho, el propio Fénix, aunque es mencionado muchas veces, no aparece en la historia.
Seimei-Hen
(生命編, Capítulo del Código de la Vida). Publicado en Manga Shōnen, 1980. Un productor de televisión quiere conseguir clones humanos para usarlos en un programa de televisión al estilo El Juego más peligroso. Eventualmente, el productor se arrepiente de esta práctica cuando es confundido por uno de los clones que utiliza en su programa. Este episodio es notable por presentar al Fénix de forma retrospectiva y también por presentar a su hija medio humana. Esta última no vuelve a aparecer en ningún otro volumen.
Igyō-Hen
(異形編, Capítulo de los Seres Extraños). Publicado  por Manga Shōnen, 1981. Esta historia trata acerca de una monja budista (bhikkhuni) que el Fénix encerró en un túnel temporal como castigo por sus pecados y es obligada a trabajar como enfermera cuidando víctimas de varias guerras, distribuidas en el tiempo y el espacio, incluyendo humanos, youkai y varios extraterrestres. Este capítulo está basado en el emakimono Hyakki Yakō del artista Tosa Mitsunobu.
Taiyō-Hen
(太陽編, Capítulo del Sol). Publicado en The Wild Age, 1986–88. Esta es la historia más larga y la última en completarse antes de la muerte de Tezuka. La historia trata acerca de Harima, un joven soldado coreano del reino Baekje, cuya cabeza es sustituida por la de un lobo por soldados de la Dinastía Tang después de su derrota en la Batalla de Baekgang. Más tarde, escapa a Japón donde se convierte en un señor feudal en medio de la Guerra Jinshin.

## Adaptaciones
Varios volúmenes de Fénix han sido adaptados en anime. La adaptación animada más conocida de la obra es la película Hi no Tori 2772. Este filme adapta múltiples elementos de varios volúmenes de Fenix y de otras historietas de Tezuka. A finales de los años 1980 se lanzaron dos OVA y otra película animada. En 2004, la serie recibió una adaptación animada de trece episodios estrenada en Japón. También el volumen de Hagoromo dio lugar a una adaptación animada, emitida en 2004, y Kizuna en junio del 2012.
En España ha sido distribuida la película Hi no Tori 2772 bajo el título El niño del espacio en formato VHS en los años 80 y fue emitida por la televisión.

## Ediciones en español
En el año 2013 la editorial Planeta DeAgostini comenzó la publicación de Fénix, basada en la edición definitiva publicada en Japón en 2011, de 12 tomos en total.
Fénix 1 - Los albores de la historia 
Fénix 2 - El futuro 
Fénix 3 - La época Yamato / El espacio 
Fénix 4 - El pájaro de fuego (La época Yamato) 
Fénix 5 - Resurrección / El manto celestial / Intermedio / Nostalgia
Fénix 6 - Nostalgia (Resurrección)
Fénix 7 - Caos (Primera parte) 
Fénix 8 - Caos (Segunda parte) 
Fénix 9 - Vida / Seres extraños
Fénix 10 - Sol (Tomo 1) 
Fénix 11 - Sol (Tomo 2) 
Fénix 12 - Los albores de la historia (versión prototípica) / Egipto / Grecia / Roma

## Videojuegos
- Hi no Tori Hououhen (1987, MSX2)
- Hi no Tori Hououhen: Gaou no Bouken (1987, Famicom)
- Black Jack Hinotorihen (2006, Nintendo DS)
- DS de Yomu Series: Tezuka Osamu Hi no Tori 1 (2008, Nintendo DS)
- DS de Yomu Series: Tezuka Osamu Hi no Tori 2 (2008, Nintendo DS)
- DS de Yomu Series: Tezuka Osamu Hi no Tori 3 (2008, Nintendo DS)